# Benno Elbs
Benno Elbs (Bregenz, 16 ottobre 1960) è un vescovo cattolico austriaco, dall'8 maggio 2013 vescovo di Feldkirch e dal 20 settembre 2023 amministratore apostolico di Vaduz.

## Biografia
Nasce a Bregenz il 16 ottobre 1960; dopo il Dottorato in Teologia ad Innsbruck viene ordinato sacerdote il 16 maggio 1986 dal vescovo Bruno Wechner. Docente di religione, viene nominato direttore spirituale del Marianum a Bregenz, nonché Responsabile dell'ufficio pastorale diocesano. Nel 2005 viene nominato vicario generale della diocesi di Feldkirch, e nel 2011 è eletto amministratore diocesano; l'8 maggio 2013 papa Francesco lo nomina vescovo della stessa diocesi. L'ordinazione episcopale avviene il 30 giugno 2013 per mano dell'arcivescovo di Salisburgo Alois Kothgasser, co-consacrati il cardinale Christoph Schönborn e il vescovo emerito di Feldkirch, Elmar Fischer.
Il 20 settembre 2023 papa Francesco lo nomina amministratore apostolico di Vaduz, in seguito alla rinuncia dell'arcivescovo Wolfgang Haas.

## Genealogia episcopale
La genealogia episcopale è:
- Cardinale Scipione Rebiba
- Cardinale Giulio Antonio Santori
- Cardinale Girolamo Bernerio, O.P.
- Arcivescovo Galeazzo Sanvitale
- Cardinale Ludovico Ludovisi
- Cardinale Luigi Caetani
- Cardinale Ulderico Carpegna
- Cardinale Paluzzo Paluzzi Altieri degli Albertoni
- Papa Benedetto XIII
- Papa Benedetto XIV
- Papa Clemente XIII
- Cardinale Bernardino Giraud
- Cardinale Alessandro Mattei
- Cardinale Pietro Francesco Galleffi
- Cardinale Giacomo Filippo Fransoni
- Cardinale Carlo Sacconi
- Cardinale Edward Henry Howard
- Cardinale Mariano Rampolla del Tindaro
- Cardinale Rafael Merry del Val
- Vescovo Josef Altenweisel
- Vescovo Franz Egger
- Arcivescovo Sigismund Waitz
- Vescovo Paulus Rusch
- Vescovo Reinhold Stecher
- Arcivescovo Alois Kothgasser, S.D.B.
- Vescovo Benno Elbs